# Dāvodlī
Dāvodlī (persiska: Dāvūdlī, داودلی) är en ort i Iran.   Den ligger i provinsen Khorasan, i den nordöstra delen av landet, 700 km öster om huvudstaden Teheran. Dāvodlī ligger 1 364 meter över havet och antalet invånare är 971.
Terrängen runt Dāvodlī är platt åt sydväst, men åt nordost är den kuperad. Runt Dāvodlī är det ganska glesbefolkat, med 38 invånare per kvadratkilometer. Närmaste större samhälle är Qūchān, 16,5 km nordväst om Dāvodlī. Trakten runt Dāvodlī består i huvudsak av gräsmarker.